# 街へいこうよ どうぶつの森 とんぼ村だより
『街へいこうよ どうぶつの森 とんぼ村だより』（まちへいこうよ どうぶつのもり とんぼむらだより）は、著者：霜風るみ・シナリオ：石田和明による日本の漫画作品。
『どうぶつの森』シリーズを元に、『ファミ通DS+Wii』の別冊付録『ファミ2コミック』や本誌で、2006年2月号から2014年5月号まで連載された。
連載開始当初の題名は『おいでよ どうぶつの森 とんぼ村だより』だったが、2009年2月号から『街へいこうよ どうぶつの森 とんぼ村だより』、2012年12月号から『とびだせ どうぶつの森 とんぼ村だより』と変更された。キャラクターデザインがゲームからアレンジされているのが特徴。『街へいこうよ』編の後期は単行本未収録である。

## 登場キャラクター

### 全編に登場する住人
※チーフ・ニコバンは舞台の「とんぼ村」からずっと引っ越さない。
のん太
主人公。人間の男の子。のほほんとした性格の持ち主。いつもリリアンの探偵ごっこに付き合わされている。のん太以外の人間は本作には登場しない。
「街へいこうよ」の最終回（第83話）にとんぼ村から引っ越すものの、「とびだせ」編の第1話で帰って来て、新米村長に就任する。原作では漢字表記の名前には出来ないが、名前に漢字が使用されている。ゲームの男主人公をモデルにしつつ、アレンジされた顔で描かれている。「とびだせ」編までは、いつも同じ「の」の文字が書かれた、服を着ていた。
優しい性格でお人好しであり、他者に対しては優しく好意的に接していて、それは「おいでよ」時代のホンマさんすら例外で無いが、作者の自己投影キャラ兼代弁者である為、「とびだせ」までのグレースに対しては非常に冷淡かつ辛辣で（特に「おいでよ」の初登場回）、普段の彼らしくも無い腹黒い言動を見せていた。
リリアン（Bunnie）
「みたいな」が口癖のウサギの女の子。村に起こるちょっとした事件にいつも首を突っ込んでは、奇妙な推理をしている。のん太と共に全話に登場している。おしゃれで、彼女の服は毎回違う。
のん太がとんぼ村からいなくなってから帰ってくるまでの間に引っ越すものの、「とびだせ」編の第1話で帰ってくる。原作ではアタイ系は「おいでよ」「あつまれ」では男の子もちゃん付けで呼び、「街へいこうよ」「とびだせ」では男の子をくん付けで呼ぶが、「街へいこうよ」編になってからも、のん太を「のん太ちゃん」と呼び、「のん太くん」と呼ぶ事は無かった。
チーフ（Chief）
「やんか」が口癖のオオカミの男の子。オバケが苦手。
ニコバン（Bob）
「だネコ」が口癖のネコの男の子。コーヒーに砂糖を大量に入れ、さらに塩も入れ、マスターを呆れさせた。原作では目つきが悪いが、本作ではニコニコ顔で描かれている。

### 「おいでよ」編・「街へいこうよ」編に登場する住人
※マール・ヒュージは「おいでよ」編にてとんぼ村から引っ越し、マール・ヒュージ以外はのん太がとんぼ村からいなくなってから帰ってくるまでの間に引っ越す。
オリビア（Olivia）
「なんやん」が口癖のネコの女の子。お出掛けをするのが好き。
アザラク（Mathilda）
「ッハ」が口癖のカンガルーの女性。少しわがままな息子がいる。話が進むに連れて出番が激減し、全く登場しない期間も長かった。
セバスチャン（Pierce）
「バサバサ」が口癖のワシの男の子。「街へいこうよ」編の最終回に先駆けて第22話で一度引越ししようとしていたが、家具を川に落としてしまい、断念した。アザラクほどではないが、出番は少ない。
オーロラ（Aurora）
第12話で引っ越してきたペンギンの女の子。「だジョー」が口癖。
ハムカツ（Curly）
第15話で引っ越してきたブタの男の子。「どもども」が口癖。文字が下手で7がクのような字になっていた。そのため引越しの予告が脅迫状になってしまい、リリアンらに怒られた。
マール（Mitzi）
「ニャー」が口癖のネコの女の子。第9話で引っ越した。意外と自分大好きっコ。あやしいネコに自分の顔を書いて事件となってしまった。
ヒュージ（Dizzy）
「だゾウ」が口癖のゾウの男の子。第15話で引っ越した。力が強く、木をなぎ倒すほど。

### 「とびだせ」編に登場する住人
ハムスケ（Hamlet）
「ハム」が口癖のハムスターの男の子。
ドレミ（Fauna）
「でしか」が口癖のシカの女の子。
ヘンリー（Henry）
「むにゃ」が口癖のカエルの男の子。
スミモモ（Mallary）
「ヨネ」が口癖のアヒルの女の子。
「とびだせ」編に先駆けて第71話にもスミモモ（口癖が「ヨネ」で一人称があたしのアヒル）が登場しているが、とびだせ編の彼女と同一かは不明。

### 施設やイベントに登場するキャラ
たぬきち（Tom Nook）
タヌキデパート（初期はタヌキ商店）の店主。
フータ（Blathers）
とんぼ村博物館の館長。虫が苦手。
フーコ（Celeste）
フータの妹。展望台を管理している。
コトブキ（Tortimer）
とんぼ村の村長。ぺりみや住民に無視されて、存在感がないと思っていた時期があった。「おいでよ」時代のホンマさんに対しても、好意的。
ぺりこ（Pelly）
ペリカンの女性。穏やかな性格。
ぺりみ（Phyllis）
ペリカンの女性。面倒くさがり屋な性格。
ぺりお（Pete）
ペリカンの男性。郵便物を配達している。
マスター（Brewster）
博物館の地下にある、喫茶店の店主。
あさみ（Sable）・きぬよ（Mabel）
2人とも「エイブルシスターズ」で働いているハリネズミの女性。姉妹。
まめきち（Timmy）・つぶきち（Tommy）
タヌキデパートで働く子ダヌキ。予約の商品の入荷が遅れているからといい偽装して事件となった。
グレース（Gracie）
「グレースブランド」のデザイナー。高飛車な性格だが、後期は少しだけ柔らかい面を見せる。本作は作者がグレース嫌いである為、作者の自己投影キャラであるのん太と住民はグレースが嫌いで（特に「おいでよ」）、彼に対しては非常に辛辣な対応をしたりと、作者のグレースヘイトを代弁する存在になっている。「街へいこうよ」編からは行き過ぎたグレースヘイトが嫌がられた為か、グレースの性格の悪さや、住民のグレースへの悪意は抑えられ、マイルドにアレンジされている。
つねきち（Crazy Redd）
「イナリ家具」の店主。怪しいものばかり売っている。
カブリバ（Joan）
カブを売りに来る、イノシシのおばあさん。
ローラン（Saharah）
ラクダの男性。じゅうたんとかべがみを持って、旅をしている。
ホンマさん（Lyle）
カワウソの男性。保険会社で働いていたが、「街へいこうよ」編ではハッピールームアカデミーに転職している。
ジョニー（Gulliver）
カモメの男性。UFOに乗っている。
セイイチ（Wendell）
セイウチの男性。画家。
ハッケミィ（Katrina）
ヒョウの女性。占い師。
ラコスケ（Pascal）
ラッコの男性。大抵、意味不明なことを言ってから去る。
カッペイ（Kapp'n）
カッパの男性。タクシーの運転手をしている。
リセットさん（Mr. Resetti）
モグラの男性。歌がものすごく下手。夜中にボイストレーニングをしたため、のん太は寝不足になってしまった。
ししょー（Dr. Shrunk）
ウーパールーパーの男性。街の劇場でネタを披露している。
ケイト（Labelle）
ハリネズミの女性。「グレイシーグレース」で働いている。
ベルリーナ（Pavé）
クジャクのニューハーフ。カーニバルの時に村にやってくる。アメが好き。

## 単行本
- 『とびだせ どうぶつの森 とんぼ村だよりベストセレクション』（2014年4月30日発売、KADOKAWA、ISBN 978-4047295940）
『とびだせ どうぶつの森 とんぼ村だより』の作品を中心に過去作を収録。